# Brahmina tibetana
Brahmina tibetana är en skalbaggsart som beskrevs av Gilbert John Arrow 1944. Brahmina tibetana ingår i släktet Brahmina och familjen Melolonthidae. Inga underarter finns listade.